# イラクリ・チレキゼ
イラクリ・チレキゼ（Irakli Tsirekidze, グルジア語: ირაკლი ცირეკიძე, 1982年5月3日 - ） は、ジョージアの柔道選手。2008年北京オリンピック柔道90kg級の金メダリストである。身長184cm。

## 人物
2007年の世界柔道選手権大会男子90kg級に出場、決勝でイリアス・イリアディスに優勢勝ちして金メダルを獲得した。
2008年北京オリンピックでは、決勝でアルジェリアのアマル・ベニクレフを指導1で下して優勝を果たした。
2012年1月には、前年12月からのドーピング検査によって血液から禁止薬物が検出されたことが確認されたことにより、IJFはチレキゼに対して、2012年1月19日から4月19日までの3ヶ月間にわたる大会への出場停止処分を科すとともに、2011年12月に参加したグランドスラム東京及びグランプリ・青島で獲得したランキングポイントを抹消することに決めた。

## 主な戦績
- 2005年 - グルジア国際　2位
- 2005年 - チェコ国際　3位
- 2005年 - ヨーロッパ選手権　5位
- 2006年 - 嘉納杯　3位
- 2006年 - グルジア国際　優勝
- 2006年 - チェコ国際　3位
- 2007年 - グルジア国際　2位
- 2007年 - ポーランド国際　優勝
- 2007年 - ヨーロッパ選手権　2位
- 2007年 - 世界選手権　優勝
- 2008年 - グルジア国際　2位
- 2008年 - チェコ国際　優勝
- 2008年 - ヨーロッパ選手権　3位
- 2008年 - 北京オリンピック　優勝
- 2008年 - 世界団体　優勝
- 2009年 -グランプリ・ハンブルク　3位
- 2010年 - グランドスラム・パリ　3位
- 2010年 - ワールドカップ・マドリード　優勝
- 2011年 - ヨーロッパ選手権　3位
- 2011年 - 世界選手権　3位
- 2012年 - ヨーロッパ選手権　7位
- 2012年 - グランドスラム・リオデジャネイロ　優勝